# 니노 살루크바제
니노 바흐탄기스 아술리 살루크바제(조지아어: ნინო ვახტანგის ასული სალუქვაძე, 러시아어: Нино́ Вахта́нговна Салуква́дзе 니노 바흐탄고브나 살루크바제[*], 1969년 2월 1일~)는 조지아의 사격 선수이다. 올림픽에 9회 참가하였으며 19살에 1988년 하계 올림픽에 소련 대표로 출전해서 25m 권총 종목에서 금메달, 10m 공기권총 종목에서 은메달을 획득했다. 소련 해체 이후에는 조지아 국가대표로 활동햐여 2008년 하계 올림픽 10m 공기권총 종목에서 동메달을 획득했다.

## 1988년 하계 올림픽
소련 대표로 출전해서 25m 권총 종목에서 금메달, 10m 공기권총 종목에서 은메달을 땄다.

## 2008년 하계 올림픽
2008년 8월 중국 베이징에서 열린 2008년 하계 올림픽 여자 10m 공기권총 종목에서 중국의 궈원쥔과 러시아의 나탈리야 파데리나의 뒤를 이어 동메달을 획득했다. 당시 조지아와 러시아는 남오세티야 전쟁을 벌이고 있었으며 살루크바제는 파데리나와 포옹을 하고 키스를 하는 등 기쁨을 나누었으며 각각 정부에 즉각 전쟁을 멈출 것을 요청하기도 했다.

## 2016년 하계 올림픽
2016년 하계 올림픽에는 아들 초트네 마차바리아니와 함께 참가하였다. 같은 올림픽에 참가한 첫 모자 선수가 되었다.

## 2020년 하계 올림픽
52세 나이로 2021년 도쿄에서 열린 2020년 하계 올림픽에 참가했다. 올림픽 9회 참가는 여자 선수로서는 최고 기록이다. 2020년 하계 올림픽 개막식에서 조지아의 기수를 맡기도 했다. 살루크바제는 2012년 런던 올림픽에 이어 두번째로 기수를 맡았다.

## 올림픽 결과
| 대회                | 25m 권총       | 10m 공기권총   |
| ------------------- | -------------- | -------------- |
| 1988 서울           | 금 (591+99)    | 은 (390+97.9)  |
| 1992 바르셀로나     | 5위 (583+93)   | 10위 (380)     |
| 1996 애틀랜타       | 7위 (586+91.6) | 5위 (385+99.0) |
| 2000 시드니         | 11위 (579)     | 25위 (376)     |
| 2004 아테네         | 8위 (580+98.3) | 10위 (382)     |
| 2008 베이징         | 16위 (580)     | 동 (386+101.4) |
| 2012 런던           | 15위 (581)     | 33위 (376)     |
| 2016 리우데자네이루 | 8위 (580+98.3) | 34위 (377)     |
| 2020 도쿄           | 25위 (578)     | 31위 (567)     |